# Julien Green
Julien Green (ur. 6 września 1900 w Paryżu, zm. 13 sierpnia 1998 tamże) – francuski pisarz katolicki, pochodzenia amerykańskiego (pisał także w języku angielskim).
Debiutował tomem opowiadań Le voyageur sur la terre (1925). Był autorem powieści poruszających problemy psychologiczne, moralne i filozoficzne, a także dramatów i dzienników. Wprowadził do powieści francuskiej nowe rodzaje ekspresji, dla której motywami najcharakterystyczniejszymi są ciemne strony życia i postaci potępieńców. W swych pierwszych utworach dokonywał wnikliwej analizy konfliktów uczuciowych, gdzie dominował wpływ Freuda. Jego późniejsza twórczość odzwierciedla zwrot ku katolicyzmowi. Autor przedstawia w niej walkę dobra ze złem.
Członek Akademii Francuskiej od 1971 (zajął miejsce w Akademii noblisty Mauriaca). 

## Twórczość
- Mont Cirene (1926)
- Adrienne Mesurat (1927, nagroda Akademii Francuskiej i ang. Bookman-Price 1928)
- Leviathan (1928)
- Essai sur N. Hawthorne (1928)
- Manekiny (Epaves) (1932)
- Le visionnaire (1934)
- Waruna (1940)
- Gdybym był tobą (1947)
- Moira (1950)
- Każdy w swojej nocy (1960)
- Inny
- Tysiąc dróg stoi otworem
- Brat Franciszek (1983) (biograficzna opowieść o św. Franciszku z Asyżu)
- dramaty: Sud (1953), L'ennemi (1954) i L'ombre (1956)